# Olympische Sommerspiele 2024/Teilnehmer (Malediven)
| Gelbes Symbol für Goldmedaillen mit stilisierten Olympischen Ringen | Graues Symbol für Silbermedaillen mit stilisierten Olympischen Ringen | Braundes Symbol für Bronzemedaillen mit stilisierten Olympischen Ringen |
| ------------------------------------------------------------------- | --------------------------------------------------------------------- | ----------------------------------------------------------------------- |
| —                                                                   | —                                                                     | —                                                                       |

Die Malediven nahmen an den Olympischen Spielen 2024 vom 26. Juli bis zum 11. August 2024 in Paris teil. Es war die insgesamt zehnte Teilnahme an Olympischen Sommerspielen.

## Teilnehmer nach Sportarten

### Badminton
Für die Teilnahme am Einzelwettbewerb der Frauen erhielt Fathimath Nabaaha Abdul Razzaq eine Wildcard.
| Athleten                       | Wettbewerb | Gruppenphase | Gruppenphase     | Gruppenphase | Gruppenphase | Achtelfinale  | Achtelfinale  | Viertelfinale | Viertelfinale | Halbfinale    | Halbfinale    | Finale / Platz 3 | Finale / Platz 3 | Rang |
| Athleten                       | Wettbewerb | Gegner       | Ergebnis         | Punkte       | Rang         | Gegner        | Ergebnis      | Gegner        | Ergebnis      | Gegner        | Ergebnis      | Gegner           | Ergebnis         | Rang |
| ------------------------------ | ---------- | ------------ | ---------------- | ------------ | ------------ | ------------- | ------------- | ------------- | ------------- | ------------- | ------------- | ---------------- | ---------------- | ---- |
| Frauen                         |            |              |                  |              |              |               |               |               |               |               |               |                  |                  |      |
| Fathimath Nabaaha Abdul Razzaq | Einzel     | K. Kuuba     | 0:2 (7:21, 9:21) | 0            | 3            | ausgeschieden | ausgeschieden | ausgeschieden | ausgeschieden | ausgeschieden | ausgeschieden | ausgeschieden    | ausgeschieden    | 27   |
| Fathimath Nabaaha Abdul Razzaq | Einzel     | P. V. Sindhu | 0:2 (9:21, 6:21) | 0            | 3            | ausgeschieden | ausgeschieden | ausgeschieden | ausgeschieden | ausgeschieden | ausgeschieden | ausgeschieden    | ausgeschieden    | 27   |

### Leichtathletik
Laufen und Gehen
| Athleten      | Wettbewerb | Vorlauf | Vorlauf | Halbfinale    | Halbfinale    | Finale        | Finale        | Rang          |
| Athleten      | Wettbewerb | Zeit    | Rang    | Zeit          | Rang          | Zeit          | Rang          | Rang          |
| ------------- | ---------- | ------- | ------- | ------------- | ------------- | ------------- | ------------- | ------------- |
| Männer        |            |         |         |               |               |               |               |               |
| Ibadulla Adam | 100 m      | 10,55 s | 5       | ausgeschieden | ausgeschieden | ausgeschieden | ausgeschieden | ausgeschieden |

### Schwimmen
| Athleten            | Wettbewerb    | Vorlauf | Vorlauf | Halbfinale    | Halbfinale    | Finale        | Finale        | Rang |
| Athleten            | Wettbewerb    | Zeit    | Rang    | Zeit          | Rang          | Zeit          | Rang          | Rang |
| ------------------- | ------------- | ------- | ------- | ------------- | ------------- | ------------- | ------------- | ---- |
| Frauen              |               |         |         |               |               |               |               |      |
| Aishath Ulya Shaig  | 50 m Freistil | 29,39 s | 56      | ausgeschieden | ausgeschieden | ausgeschieden | ausgeschieden | 56   |
| Männer              |               |         |         |               |               |               |               |      |
| Mohamed Aan Hussain | 50 m Freistil | 24,22 s | 50      | ausgeschieden | ausgeschieden | ausgeschieden | ausgeschieden | 50   |

### Tischtennis
Durch ihren Sieg beim südasiatischen Qualifikationsturnier in Kathmandu qualifizierte sich Fathimath Ali für den Einzelwettbewerb der Frauen. Erstmals nahmen die Malediven in ihrer olympischen Geschichte damit an den Wettbewerben im Tischtennis teil.
| Athleten      | Wettbewerb | 1. Runde   | 1. Runde | 2. Runde      | 2. Runde      | 3. Runde      | 3. Runde      | Achtelfinale  | Achtelfinale  | Viertelfinale | Viertelfinale | Halbfinale    | Halbfinale    | Finale / Platz 3 | Finale / Platz 3 | Rang |
| Athleten      | Wettbewerb | Gegner     | Erg.     | Gegner        | Erg.          | Gegner        | Erg.          | Gegner        | Erg.          | Gegner        | Erg.          | Gegner        | Erg.          | Gegner           | Erg.             | Rang |
| ------------- | ---------- | ---------- | -------- | ------------- | ------------- | ------------- | ------------- | ------------- | ------------- | ------------- | ------------- | ------------- | ------------- | ---------------- | ---------------- | ---- |
| Frauen        |            |            |          |               |               |               |               |               |               |               |               |               |               |                  |                  |      |
| Fathimath Ali | Einzel     | K. Węgrzyn | 0:4      | ausgeschieden | ausgeschieden | ausgeschieden | ausgeschieden | ausgeschieden | ausgeschieden | ausgeschieden | ausgeschieden | ausgeschieden | ausgeschieden | ausgeschieden    | ausgeschieden    | 65   |